# Alte Kelter (Helfenberg)

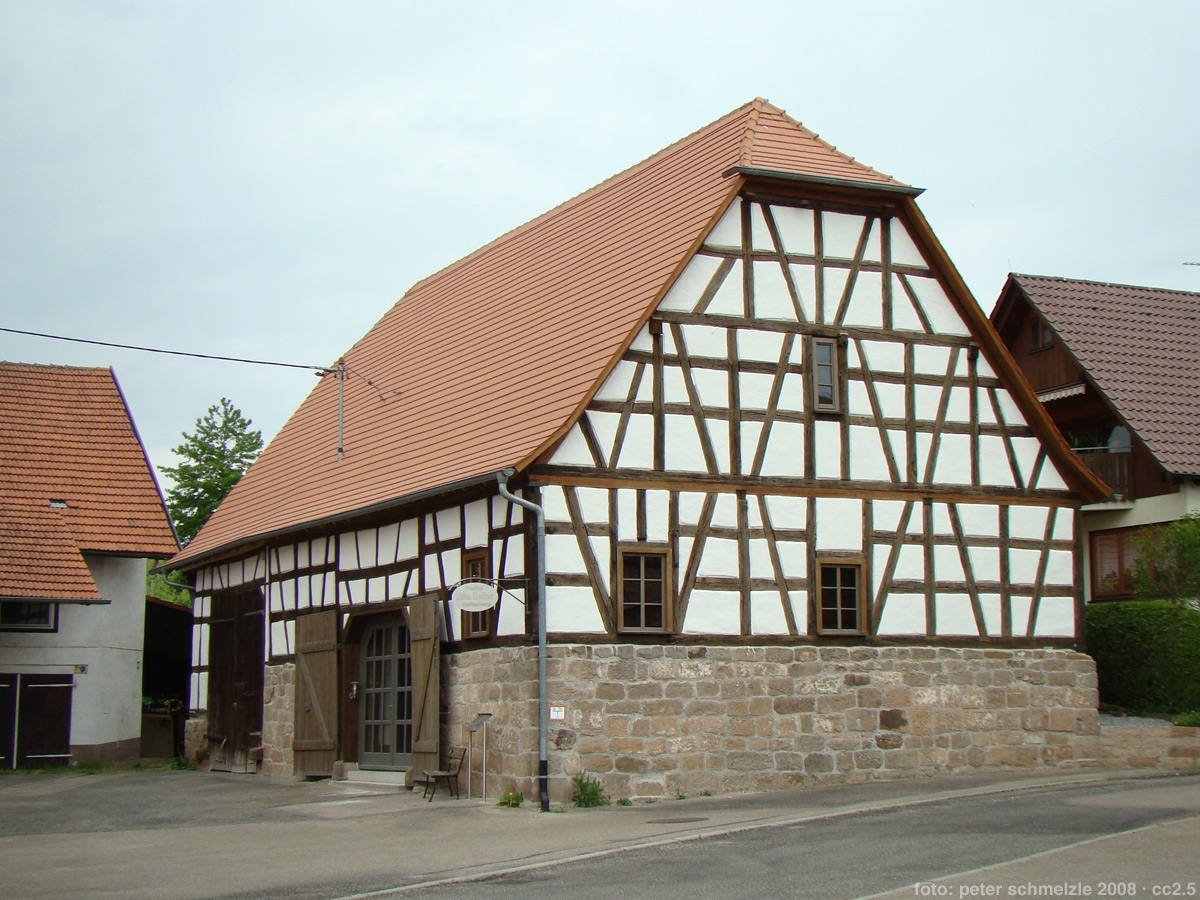
Die Alte Kelter in Helfenberg

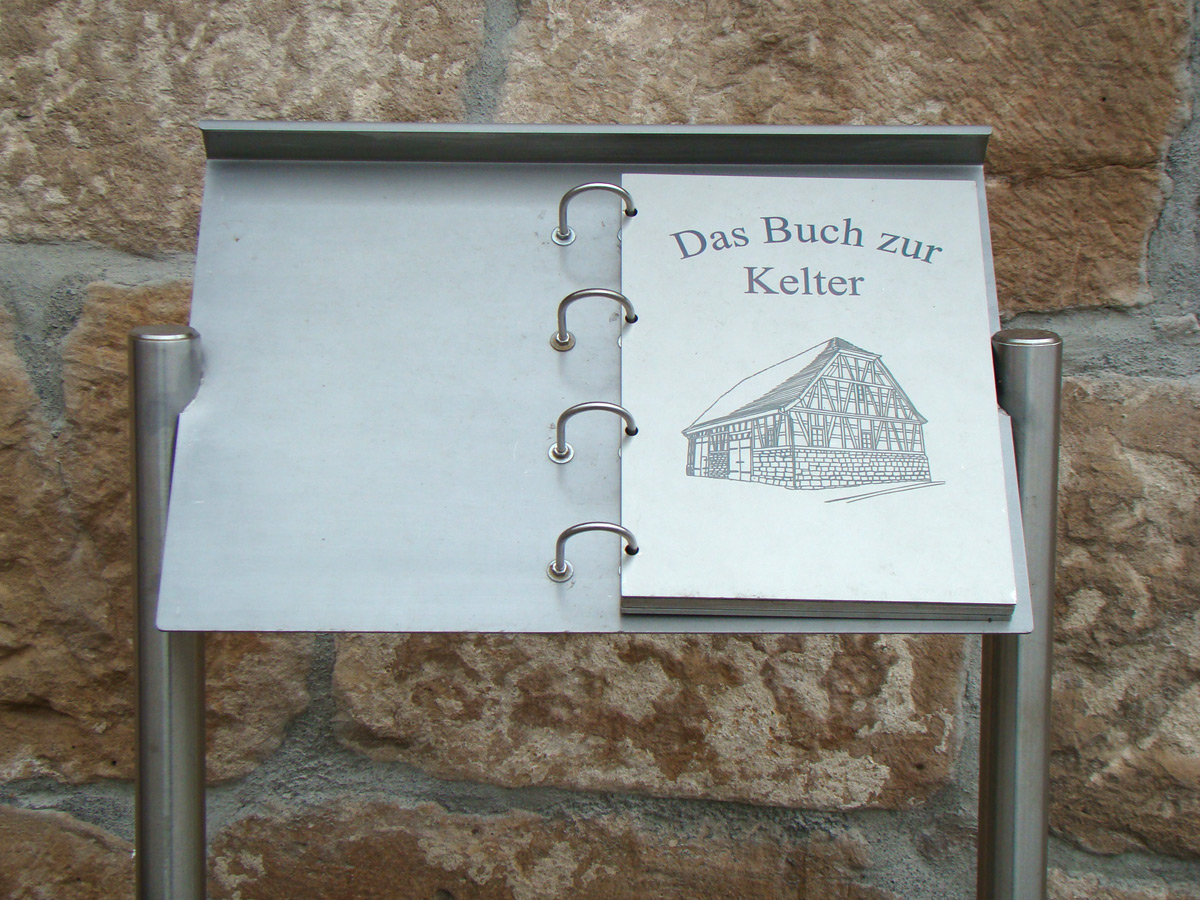
Denkmaldokumentation im Buch zur Kelter

Die Alte Kelter ist ein denkmalgeschütztes Fachwerkgebäude in dem zum Ilsfelder Ortsteil Auenstein zählenden Weiler Helfenberg im Landkreis Heilbronn im nördlichen Baden-Württemberg.

## Geschichte
Das Gebäude wurde 1819 durch die „Gemeinschaftliche adeliche Grundherrschaft“ der Familie von Gaisberg als Zehntscheuer erbaut, nordwestlich des heutigen Gemeindehauses, an dessen Stelle damals noch das Untere Schloss stand. 1820 wurde das Gebäude auf der Westseite um eine herrschaftliche Kelter erweitert. 1883 erwarb die Gemeinde Auenstein das Gebäude im Tausch gegen die frühere Gemeindekelter. Der Kelteranbau von 1820 wurde daraufhin zur Scheune umgenutzt, während nun der östlich gelegene Zehntscheuerbereich als Kelter diente. 1927 tauschte man zwei Spahr'sche Pressen mit Holzbiet gegen eine hydraulische Doppelpresse und eine Obstmühle aus. Das Gebäude blieb bis nach dem Zweiten Weltkrieg eine Kelter, später war es Lagerraum. 
Das Gebäude konnte nur eingeschränkt genutzt werden, insbesondere weil die Zufahrt zum Tor nur über das südliche Nachbargrundstück möglich war; es verfiel zusehends und mehrfach stand der Abriss zur Debatte. 2004 veräußerte die Gemeinde Ilsfeld das Gebäude an zwei Anlieger, dabei wurde das Grundstück in zwei Flurstücke geteilt. Von 2004 bis 2006 fanden umfangreiche Sanierungsmaßnahmen statt, bei denen man den alten Fachwerkbestand tunlichst beibehielt. Man erneuerte das Dach und brach durch einen ohnehin stark geschädigten Bereich der Außenmauer ein Tor, um das Gebäude dort wie geplant als Stall nutzen zu können. Weiterhin erneuerte man den Dielenboden und baute eine Treppe zum Dachgeschoss ein. Der östliche Teil der Alten Kelter an der nach ihr benannten Stichstraße An der Kelter ist heute ein Atelier, der westliche ein Pferdeunterstand.
In der Kelter steht eine funktionstüchtige Obstpresse aus den 1920er-Jahren. Beim Bauwerk befindet sich das Buch zur Kelter, ein aus lasergravierten Edelstahltafeln hergestelltes Buch mit einer mehrseitigen Denkmaldokumentation des Eigentümers, das Beiträge des Ilsfelder Bürgermeisters Thomas Knödler und der Denkmalpflegerin Angelika Reiff vom Regierungspräsidium Stuttgart enthält.